# Daimuron
Daimuron ist eine chemische Verbindung aus der Gruppe der Phenylharnstoffe und Cumylamin-Derivate, welche 1975 in Japan von Shōwa Denkō als Herbizid eingeführt wurde.

## Gewinnung und Darstellung
Daimuron kann ausgehend von α,α-Benzyldimethylamin durch Reaktion mit Phosgen und p-Toluidin gewonnen werden.

## Verwendung
Daimuron wurde ursprünglich als Herbizid, anschließend jedoch auch als Herbizid-Safener bei Reis verwendet, um die Phytotoxizität von Bensulfuron-methyl zu reduzieren.
In der Europäischen Union und in der Schweiz ist Daimuron nicht als Pflanzenschutzwirkstoff zugelassen.